# Acroaspis tuberculifera
Acroaspis tuberculifera är en spindelart som beskrevs av Tord Tamerlan Teodor Thorell 1881. Acroaspis tuberculifera ingår i släktet Acroaspis och familjen hjulspindlar.
Artens utbredningsområde är Queensland. Inga underarter finns listade i Catalogue of Life.